# Liste der Baudenkmäler in Quadrath-Ichendorf
Die Liste der Baudenkmäler in Quadrath-Ichendorf enthält die denkmalgeschützten Bauwerke auf dem Gebiet von Bergheim-Quadrath-Ichendorf in Nordrhein-Westfalen (Stand: April 2010). Diese Baudenkmäler sind in der Denkmalliste der Stadt Bergheim eingetragen; Grundlage für die Aufnahme ist das Denkmalschutzgesetz Nordrhein-Westfalen (DSchG NRW).

| Bild                               | Bezeichnung                                                  | Lage                                          | Beschreibung | Bauzeit                                   | Denkmal- nummer | Eintragung Aktenzeichen |
| ---------------------------------- | ------------------------------------------------------------ | --------------------------------------------- | --- | ----------------------------------------- | --------------- | ----------------------- |
| weitere Bilder                     | Kardinal-Frings-Haus                                         | Domackerstraße 54 Lage                        | Zweigeschossiges Backsteingebäude, 1919 um einen zweigeschossigen, verputzten Trakt an der Rückseite erweitert. Bis 1968 Nutzung als Kloster (St. Josephhaus), bis 1978 als Altenheim, bis 2005 durch das Katholische Bildungswerk Rhein-Erft. Heute weiterhin in Besitz der Gemeinde St. Laurentius und Sitz des katholischen Schulreferates des Rhein-Erft-Kreises. | 1890–91                                   | 133             | 19. März 1993 AZ: 68    |
| weitere Bilder                     |                                                              | Domackerstraße 71 Lage                        | Bei der Hofanlage handelt es sich um einen Vierkanthof aus der Mitte des 19. Jahrhunderts. Das 1-geschossige Wohnhaus liegt traufständig zur Straße an einer Seite des Gevierts. Das 5-achsige Gebäude wurde im Fachwerkstil errichtet, ist jedoch heute völlig verputzt. Die Gebäudemitte wird durch einen breitrechteckigen Eingang mit einem darüber liegenden großen Zwerchhaus betont. Das Türblatt befindet sich im Originalzustand. Alle Fenster sind mit Blockzargen eingefasst. Auf der rechten Seite des Wohnhauses schließt sich eine Hofmauer mit korbbogiger Durchfahrt an. Anschließende Wirtschaftsgebäude aus Backstein ergänzen die Anlage zum Vierkanthof. | Mitte 19. Jahrhundert                     | 55              | 6. Dez. 1989 AZ: 69     |
| weitere Bilder                     | Glasbläserbrunnen                                            | Domackerstraße/Ecke Köln-Aachener-Straße Lage | Die Brunnenanlage wurde 1963 nach Entwürfen des Künstlers Gilbert Kroff errichtet. Die Statue, die auf einem trapezförmigen Sockel in der Mitte des kreisförmigen Brunnenbeckens steht, wurde in Zusammenarbeit mit den Kölner Werkschulen gegossen. Die Figur verkörpert einen Glasbläser in zeitloser Darstellung. Der Brunnen erinnert an die Ichendorfer Glashütte, die sich durch die Qualität ihrer Erzeugnisse weit über die Region hinaus einen Namen gemacht hatte. | 1963                                      | 129             | 20. Jan. 1993 AZ: 205   |
| weitere Bilder                     | Pfarramt der Kath. Pfarrkirche Heilig Kreuz                  | Fischbachstraße 19 Lage                       | 2-geschossiges Backsteinwohnhaus, unmittelbar neben der Kirche gelegen, auffällig hohes Walmdach, durch Dachhäuser und Dachaufbaustein aufgelockert; Hauptfassade seitlich zur Kirche gewandt, mit weit eingezogenem, seitlichem Risalit mit Eingang, der oberhalb der Traufe zwei parallel liegende Dachhäuser mit Krüppelwalmdächern aufweist; die einfach eingeschnittenen, hochrechteckigen Fenster sind teilweise gruppiert, im OG durch ein Sohlbankgesims miteinander verbunden, Dachhäuser mit Zierfachwerk. | 1914                                      | 138             | 1. Apr. 1993 AZ: 207    |
| weitere Bilder                     | Havaria, Gebäude Nr. 4, 5, 6 u. 7                            | Fischbachstraße 31–39 Lage                    | Das Objekt ist eine aus mehreren Gebäuden bestehende Fabrikationsanlage. Seinen Eigenwert erhält der Komplex durch die qualitätsvolle, in Teilen zukunftsweisende Gestaltung. Das Verwaltungsgebäude, am meisten der Repräsentation verpflichtet, konservativ als Villa gestaltet, zeigt Elemente des reformierten Historismus. Wesentlich „moderner“ ist vor allem die Ausformung des Gebäudes mit der Pförtnerloge. Sachliche Formen, zweckentsprechend eingesetzt, prägen diesen Bau. Wieder anders ist das große Hallengebäude gestaltet. Seine Länge forderte stärkere Gliederungselemente, denen aber wiederum ein geometrisches Raster zugrunde liegt. Für beide Werksgebäude gilt, dass geometrische Formen und präzise Umrisse als adäquate Gestaltungselemente für eine technische Anlage verwandt werden. | 1913/14                                   | 252             | 2. Aug. 2005 AZ: 312    |
| weitere Bilder                     | Gebäude Nr. 12                                               | Fischbachstraße 31–39 Lage                    | |                                           | 258             | 15. Dez. 2008 AZ: 312 a |
| Bild gesucht BW                    | Verwaltungshaus Gestüt Schlenderhan                          | Graf-Otto-Straße 2 Lage                       | Ehemaliges Verwalterhaus des Gutes Schlenderhahn; 1-geschossiges, verputztes Wohnhaus mit Walmdach auf nahezu quadratischem Grundriss, 1-seitig Wirtschaftsanbau, an zwei gegenüber liegenden Seiten Mitteleingänge, flankiert von 2 Fenstern, in separaten rundbogigen Feldern; symmetrische Gliederung an allen 4 Seiten, der Sockel ist abgesetzt, darin Kellerfensteröffnungen freiliegend, einige Dachgauben; im Inneren Fußboden und Treppe original, ebenso Anlage des Gartens aus der Bauzeit, mit Beeten und altem Baumbestand, dazu alte gusseiserne Vase aus der Mitte des 19. Jh. | Um 1900                                   | 132             | 22. Jan. 1993 AZ: 208   |
|                                    |                                                              | Graf-Otto-Straße 38 Lage                      | Fachwerkhaus mitsamt dem links anschließenden Torbau; zweigeschossiges Fachwerkhaus, völlig verputzt mit Krüppelwalmdach, traufständig zur Straße liegend, eine Seite des Gevierts eines kleinen Hofes einnehmend; Fenster mit gefalzten Blockzargen und Holzschlagläden in unregelmäßiger Anordnung, im EG vier, im OG drei Öffnungen; höherer, rechteckiger Mitteleingang, abgesetzter, massiver Sockel; freiliegende Giebel zweiachsig, einseitig anschließendes Backsteinwirtschaftsgebäude mit breitrechteckiger Durchfahrt. | Anfang 19. Jh.                            | 218             | 9. Jan. 1996 AZ: 217    |
| weitere Bilder                     | Wegekreuz bei Haus „Im Rauland 70“                           | Im Rauland 70 Lage                            | Wegekreuz bei Haus „Im Rauland 70“ in Quadrath-Ichendorf: Sandsteinwegekreuz mit geschweiften Balkenenden, etwa 60 cm hoch, auf neuem Betonsockel; ehemals vorhandener Korpus heute entfernt. |                                           | 244             | 27. Sep. 1996 AZ: 297   |
| weitere Bilder                     | Barbarakapelle (im Sonnenhang)                               | Im Sonnenhang Lage                            | In der mit einem zeitgemäß künstlerisch gestalteten Eisengitter verschlossenen Kapelle befindet sich eine zwei Meter hohe, von dem Siegburger Künstler Ulrich Bliese aus Bronze gearbeitete, vollrunde Skulptur der Heiligen Barbara. | 1969                                      | 260             | 11. Mai 2009 AZ: 320    |
| weitere Bilder                     | Denkmal Springendes Pferd                                    | Köln-Aachener-Straße Lage                     | Kleine Grünanlage mit Denkmal; springendes Bronzepferd. | 1960                                      | 243             | 26. Sep. 1996 AZ: 282   |
| Haus Roleff (Bergheim)             | Haus Roleff (Bergheim)                                       | Köln-Aachener-Straße 11 Lage                  | Eckhaus, zweigeschossiges Backsteingebäude mit abgeschrägter Ecke, darin ein heute zugesetzter, rundbogiger Eingang, abgewalmtes Dach, Werksteingliederungen, Eckquaderungen; an beiden Gebäudeseiten von Schweifgiebeln überfangene Risalite, Fenster überwiegend stichbogig mit Werksteinrahmen, profilierte Traufzone, an der Graf-Otto-Straße ein Anbau zur gewerblichen Nutzung; in seinen Formen ist das Wohnhaus auf das nahe liegende Gut Schlenderhahn bezogen. | um 1900                                   | 195             | 18. Juli 1995 AZ: 298   |
| Wohnhaus                           | Wohnhaus                                                     | Köln-Aachener-Straße 44 Lage                  | zweigeschossiges, verputztes Wohnhaus, Teil einer Blockrandbebauung, mit Seitenbetonung durch zweigeschossigen, über die Traufe hinausgeführten, zweiseitig geschlossenen Erker, im OG mit kupfergedeckter Haube, daneben Dachgaube; seitlicher Eingang mit originalem Türblatt und rechteckige Fenster unterschiedlicher Größe. | 1932 errichtet                            | 231             | 4. Apr. 1996 AZ: 290    |
| weitere Bilder                     | Alte Post (heute Gaststätte)                                 | Köln-Aachener-Straße 60 Lage                  | 2-geschossiges, massives und verputztes Haus mit Krüppelwalmdach und abgesetztem Sockel, die einfach eingeschnittenen, hochrechteckigen Fenster überwiegend mit Putzrahmen und Sohlbänken, in unregelmäßiger Anordnung; Mitteleingang, über diesem zugleich integriert in ein Geschosstrennungsgesims, ein langes Inschriftfeld, das beidseitig des Einganges von Konsolen getragen wird; Putznutungen im EG, Eckquaderung neueres, mittiges Zwerchhaus, Datierung in Ankerzahlen am 3-achsigen Giebel, gestufte Traufzone, Wetterfahne mit der Datierung 1738; rückwärtig anschließender, langer Anbau, heute zu einem Supermarkt umgebaut. | in Ankerzahlen 1819 inschriftlich datiert | 137             | 1. Apr. 1993 AZ: 209    |
| Ehem. Rathaus Köln-Aachener-Straße | Ehem. Rathaus Köln-Aachener-Straße                           | Köln-Aachener-Straße 81 Lage                  | Das 1- bis 2-geschossige, verputzte Gebäude schließt an Blockrandbebauung an und hat 2 mansarddachgedeckte Schauseiten. Die Mittelachsen beider Seiten sind betont, an der Straßenseite durch den erdgeschossigen Eingang mit originalem Türblatt, segmentförmigem Oberlicht und Giebel als Verdachung; dazu flankierende Pilaster, über der Traufe Zwerchgiebel mit Okulus, vor dem Eingang Freitreppe; Seitenfassade durch Fensteranordnung und Zwerchgiebel symmetrisch gegliedert, Fenster hochrechteckig, teilweise gruppiert. |                                           | 128             | 7. Jan. 1993 AZ: 210    |
| weitere Bilder                     | Denkmal                                                      | Köln-Aachener-Straße/Ecke Wacholderweg Lage   | 3-seitiger Backsteinblock mit konvex geschwungenen Seiten, an diesen Metallreliefs: drei Männer im Feuerofen, Frauen am Grabe, auferstandener Christus. | Nach 1960                                 | 173             | 9. Juni 1994 AZ: 295    |
| Sandstraße und Wegekreuz           | Sandstraße und Wegekreuz                                     | Sandstraße 80 Lage                            | 2-geschossiges, verputztes Wohnhaus mit Mansarddach, abgesetztem Sockel und einem niederen, satteldachgedeckten Treppenhausanbau in der Mitte der rückwärtigen Langseite; Fenster stichbogig, Werksteingewände, teilweise gefalzt, betonte Keilsteine; Gebäudeecken durch verkröpfte Lisenen betont, Hauptfassade mit flachem Mittelrisalit, in diesem der stichbogige Eingang mit Oberlicht, originalen Türblatt und profiliertem Sandsteingewände, Wappenkartusche im Keilstein; das Wohnhaus liegt aus der Fluchtlinie weit zurück und wird beidseitig von 1-geschossigen Backsteingebäuden flankiert, die den so entstandenen Hof einrahmen; zur Straße Einfriedung aus dem Ende des 19. Jh., mit Backsteinpfeilern und einem dazwischen liegenden Gitter, zugehörig ein großer Garten.                          | Mitte 18. Jahrhundert                     | 145             | 9. Juli 1993 AZ: 71     |
|                                    | Wegekreuz                                                    | zwischen Quadrath-Ichendorf und Oberaußem     | Wegekreuz, über dem Sockel Schaft mit Inschriftfeld (Inschrift verwittert), Kragstein mit Sakramentskonsole und Aufsatz mit rundbogiger Muschelnische; über dem geschweiften Haubenaufsatz Kruzifix mit abgerundeten Balkenenden; Korpus nicht mehr vorhanden; Höhe: 4 m, Material: Sandstein, farbig gefasst. (steht jetzt auf der Grünfläche vor dem Betriebshof Qu.-Ich.) | 18. Jahrhundert                           | 247             | 3. Jan. 1997 AZ: 311    |
| weitere Bilder                     | Schloss Frens                                                | Ohne Anschrift Lage                           | Das Objekt ist eine der bedeutenden ausgedehnten Burganlagen des Erftgebietes und gehört mit seinem architektonisch bedeutsamen Renaissance-Ziergiebel des 16./17. Jahrhunderts und 19. Jahrhunderts, seiner wertvollen Einrichtung, dem gesamten baulichen Bestand, mit Hauptburg, Vorburg, Grabenanlagen und Park zum kulturellen Erbe des Rheinlandes. Daher ist Schloss Frens für die Geschichte des Menschen und für das Rheinland von Bedeutung. | 16./17. Jahrhundert                       | 6               | 24. Jan. 1983 AZ: 6     |
| weitere Bilder                     | Pliesmühle (ehemalige Schleifmühle), heute auch Erftmühle    | Sandstraße Lage                               | Das Objekt ist ein Mühlengebäude, im Kern auf das 17. Jahrhundert zurückgehend, Ende des 19. Jahrhunderts zu einem Hof erweitert. Sie war ursprünglich die Mühle von Schloß Frens. Das Mahlwerk blieb in Teilen erhalten. Das Haupthaus ist ein zweistöckiger, frontseitig verputzter Backsteinbau aus 5 Achsen. Wappen mit Jahreszahl 1887 über dem Obergeschoss der dritten Achse. Der Keller ist durchgehend mit preußischen Kappengewölben versehen. | Im Kern 17. Jahrhundert                   | 16              | 25. Mai 1987 AZ: 22     |
| weitere Bilder                     | Katholische Pfarrkirche St. Laurentius                       | Lage                                          | Eine Kapelle 1450 als Filiale von Bergheim bezeugt, 1549 von der Mutterpfarre abgetrennt, Kollationsrecht beim Abt der Reichsabtei Kornelimünster; nach Brand der Kapelle Wiederaufbau 1532, zunächst 2-schiffige Hallenkirche mit Westturm; Ende 16. Jh., Anfang 17. Jh. Anbau des südlichen Seitenschiffes, Verlängerung des Nordschiffes; 1913 Erweiterung des Chores, Errichtung eines Querflügels und zweier Sakristeiräume; Backsteinhallenkirche mit eingestelltem, 2-stöckigem, 4-seitigem Westturm, 3-seitig geschlossenem Chor, regelmäßig angeordnete Tuffbänder am Nordschiff und Turm-UG; | 1450                                      | 130             | 20. Jan. 1993 AZ: 203   |
| weitere Bilder                     | Kath. Pfarrkirche Heilig Kreuz Quadrath-Ichendorf            | Lage                                          | Heinrich Renard; 3-schiffige, von Südwest nach Nordost ausgerichtete Backsteinhallenkirche mit eingezogenem 5/8-Chorschluss; 6-seitiger, verschieferter Dachreiter mit verschieferter Haube, Gliederung von Langhaus und Chor durch 2-fach gestufte Strebepfeiler, rundum abgesetzter Sockel, im Zwickel zwischen Chorschluss und Langhaus niederer Sakristeianbau; | 1913/15                                   | 131             | 22. Jan. 1993 AZ: 206   |
| Bahnhof Quadrath-Ichendorf         | Bahnhof Quadrath-Ichendorf                                   | Lage                                          | 2-geschossiges, traufständiges Backsteingebäude in 7 Achsen mit Mittelrisalit und Walmdach. Die straßenseitige Fassade ist symmetrisch durch einen Risaliten gegliedert. Das zu beiden Seiten des Risalits dreiachsige Gebäude ist mit hochrechteckigen Fensteröffnungen versehen. Das abschließende Traufgesims ist schräg gemauert, mit einer Schattenfuge unter der weit vorkragenden Regenrinne; dies gibt dem Gebäude einen zeittypisch hervorgehobenen Dachanschluss. Das Walmdach zeigt eine für seine Bauzeit typische Schiftung. | Erbaut 1928                               | 221             | 20. Feb. 1996 AZ: 94    |
| weitere Bilder                     | Schloss Schlenderhan                                         | Lage                                          | Stammsitz eines gleichnamigen Geschlechts, 1217 zuerst genannt. Im 16. Jahrhundert durch Heirat an die Raitz von Frens, die um 1780 den alter Burgsitz abbrechen und an anderer Stelle den bestehenden Schlossbau errichten ließen. 1870 von den Freiherren von Oppenheim erworben. 2-geschossiger Dreiflügelbau der Zeit um 1780 aus verputztem Backstein, dem auf der Parkseite 2 freistehende Wirtschaftsgebäude rechtwinklig vorgelagert sind. |                                           | 233             | 9. Juni 1996 AZ: 107    |
| Hofkreuz beim sog. Harffer Hof     | Hofkreuz beim sog. Harffer Hof                               | Koordinaten fehlen! Hilf mit.                 | Gestufter Sockel, darauf hochrechteckiger Aufsatz mit Inschrift, darüber neues Kreuz; Inschrift: „Zur größten Ehre Gottes. Zum Andenken an die Eröffnung dieses Weges errichtet im Jahre 1861 von der Gewerkschaft und dem Dorfe Urwelt“, und im Sockel: „Versetzt durch die Rheinische Braunkohlenwerke AG Anno 1979“. | 1861 inschriftlich datiert                | 246             | 16. Okt. 1996 AZ: 310   |
| weitere Bilder                     | Kath. Pfarrkirche St. Laurentius Quadrath-Ichendorf/Friedhof | Lage                                          | |                                           |                 | AZ: 204                 |